# Тибанийский ярус
| система                                                                          | отдел      | ярус               | Ниж. граница, млн лет |
| -------------------------------------------------------------------------------- | ---------- | ------------------ | --------------------- |
| Антропоген                                                                       | Голоцен    | Мегхалайский       | 0,0042                |
| Антропоген                                                                       | Голоцен    | Северогриппианский | 0,0082                |
| Антропоген                                                                       | Голоцен    | Гренландский       | 0,0117                |
| Антропоген                                                                       | Плейстоцен | Верхний            | 0,129                 |
| Антропоген                                                                       | Плейстоцен | Тибанийский        | 0,774                 |
| Антропоген                                                                       | Плейстоцен | Калабрийский       | 1,80                  |
| Антропоген                                                                       | Плейстоцен | Гелазский          | 2,58                  |
| Неоген                                                                           | Плиоцен    | Пьяченцский        | больше                |
| Деление и золотые гвозди в соответствии с IUGS по состоянию на декабрь 2024 года |            |                    |                       |

Тибанийский ярус, или тибанский, третий из четырёх ярусов плейстоцена. Он получил своё название по префектуре Тиба в Японии. Название было утверждено Международным союзом геологических наук в январе 2020 года. Соответствует тибанийскому веку, продолжавшемуся с 770 тыс. лет назад до 129 тыс. лет назад. Начало этого века совпадает с последней инверсией магнитного поля Земли (инверсия Брюнес—Матуяма). В отложениях типового разреза сохранились наилучшие свидетельства этой инверсии. Окончание века связывают с наступлением эмсского (микульинского) межледниковья.